# Agamodon anguliceps
Agamodon anguliceps är en ödleart som beskrevs av Peters 1882. Agamodon anguliceps ingår i släktet Agamodon och familjen masködlor.
Vuxna exemplar har en gul ovansida med bruna runda fläckar. Undersidan är rosa.
Arten förekommer i Somalia. Individerna gräver i marken. Honor lägger ägg.
Agamodon anguliceps har en större utbredning. Den listas av IUCN som livskraftig (LC).

## Underarter
Arten delas in i följande underarter:
- A. a. anguliceps
- A. a. immaculatus